# Henriquea spinigera
Henriquea spinigera – gatunek kosarza z podrzędu Laniatores i rodziny Assamiidae. Jedyny znany przedstawiciel monotypowego rodzaju Henriquea.

## Występowanie
Gatunek został wykazany z Wyspy Książęcej u wybrzeży Afryki.